# 近藤鉄己
近藤 鉄己（こんどう てつみ、1916年 - 1945年8月3日）は、日本のアマチュア野球選手。愛知県出身。ポジションは捕手。

## 来歴・人物
愛知商業（現・愛知県立愛知商業高等学校）在学中は、甲子園に2回出場（内訳は春1回〔1935年〕。夏1回〔1935年〕。）出場した大会でどちらもベスト4まで進出し、自身は1935年春の大会で優秀選手賞を受賞した
。
愛知商業卒業後、1936年に慶應義塾大学に進学。六大学野球でも活躍し、1939年秋季リーグで高木正雄とバッテリーを組み、慶大の13季ぶりの優勝の立役者となった。
しかし慶大を卒業後応召され、終戦12日前の1945年8月3日にフィリピンルソン島イフガオ州キャンガンにて、胸部貫通銃創により戦死した。享年29。
東京ドーム内の野球殿堂博物館にある戦没野球人モニュメントに、彼の名が刻まれている。